# Opuntia hyptiacantha
El nopal cascarón (Opuntia hyptiacantha) es una especie de planta que pertenece a la familia Cactaceae.

## Clasificación y descripción
Especie arbórea, 1.5-5 m de altura, ramificación abierta, a veces con copa de casi 2 m de diámetro. Tronco definido, 200 x 20 cm, grisáceo a negruzco, espinoso, corteza con escamas en bandas longitudinales onduladas. Cladodios anchamente obovados, de 22-35 x 15-25 x 1-3 cm, brillantes, amarillo verdosos a verde oscuro azulosos, recubiertos de cera blanca, pruinosos. Epidermis glabra, opaca. Aréolas dispuestas en 10-16 series, distantes de 2-3 cm entre sí, piriformes a circulares en la base del cladodio y obovadas a piriformes en la parte superior, inclusas, de 4-6 mm x 2 mm, fieltro marrón en el centro y negruzco alrededor de la aréola. Glóquidas de 0.1-1 cm de largo, amarillo verdosas. Espinas 3-8, aumentando con la edad, subuladas, ligeramente anguladas, divergentes, no adpresas, aplanadas pero no torcidas de 0.2-2 cm de largo, blancas con ápice translúcido amarillo. Flores de 9.5 cm de largo y 9 cm de diámetro en la antesis, amarillas; filamentos y anteras amarillos, estilo rosa, 6 lóbulos del estigma; segmentos externos espatulados con el ápice mucronado, amarillo claro, con una banda media ancha, rojiza; segmentos interiores espatulados con el ápice mucronado, amarillos; pericarpelo de 4-4.5 cm de largo. Frutos obovados a subglobosos, de rojo claro a intenso; con pericarpelo grueso, de 1-3 cm de ancho, ácido, aréolas subcirculares a obovadas, con fieltro amarillo, glóquidas amarillas, y espinas de ca. de 1.2 cm de largo, deciduas, amarillas; pulpa roja. Cicatriz floral 2.2 cm de diámetro, casi plana, 0.7 cm de profundidad, xoconostle. Semillas reniformes, anguladas con arilo blanco angosto y tasa del hilo lateral.

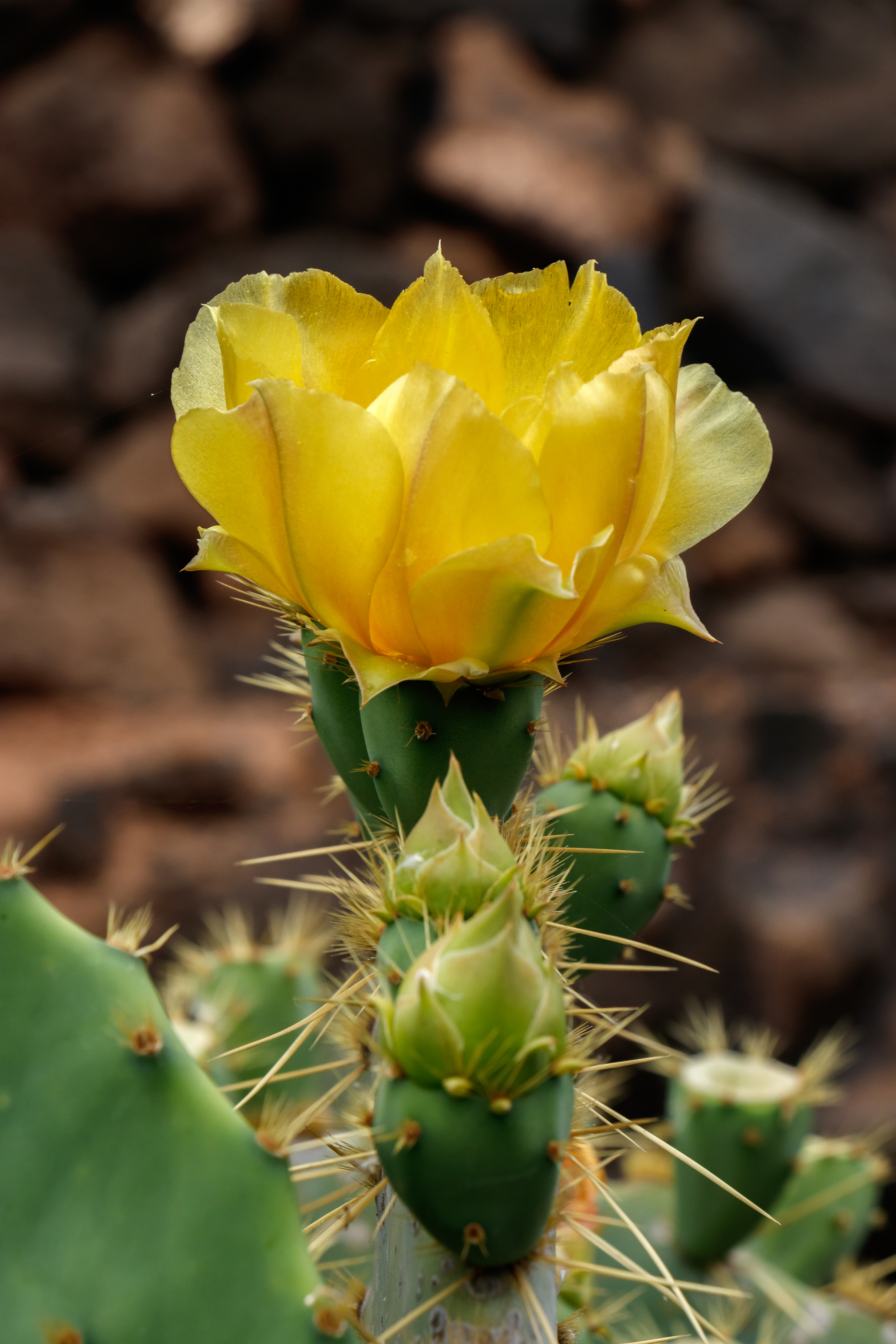

### Características distintivas para la identificación de esta especie.
Tronco negro, corteza con escamas en bandas longitudinales onduladas. Cladodios amarillo verdosos a verde oscuro azulosos, recubiertos de cera blanca, pruinosos. Espinas 3-8, subuladas, divergentes, no adpresas, aplanadas pero no torcidas, blancas con ápice translúcido amarillo. Fruto rojo con cortas espinas en la parte superior, cicatriz floral poco hundida.

## Distribución
Durango, Aguascalientes, Zacatecas, San Luis Potosí, Jalisco, Guanajuato, Querétaro, Estado de México.

## Ambiente
El clima donde se encuentra esta especie es Aw (por lo menos hay un mes en el que caen menos de 600 mm de lluvia), aunque también hay algunos sitios con clima seco BS (clima árido continental <600 mm) y Cw (clima templado húmedo con estación invernal seca) El mes más húmedo del verano es diez veces superior al mes más seco del invierno). También puede encontrarse en zonas de clima templado y frío, donde las condiciones de humedad son más altas, estos climas son característicos de algunas zonas del centro de México. Temperatura media anual es de 20 a 29 °C, la precipitación media anual varía entre 300 y 1800 mm. 
Esta especie habita principalmente zonas donde hay suelo volcánico, de tipo pedregoso. Altitud desde el nivel del mar hasta 1900m. Tipo de vegetación, bosque tropical caducifolio. Fenología, florece de marzo a junio, fructifica de agosto a octubre.

## Estado de conservación
No se encuentra bajo algún estatus de protección.